# Tammy Abraham
Kevin Oghenetega Tamaraebi Bakumo-Abraham, meglio noto come Tammy Abraham (IPA: [ˈtæmɪ ˈeɪ.bɹə.hæm]; Londra, 2 ottobre 1997), è un calciatore inglese, attaccante del Beşiktaş.
Cresciuto nel settore giovanile del Chelsea, nel 2016 ha esordito con i londinesi, facendo il debutto tra i professionisti. Dal 2016 al 2019 ha accumulato esperienza in prestito prima al Bristol City, poi allo Swansea City e infine all'Aston Villa, club del quale il primo giocatore dal 1997 capace di segnare 25 gol in una singola stagione. Tornato ai Blues, dal 2019 al 2021 ha vinto una UEFA Champions League nel 2020-2021 e una Supercoppa UEFA nel 2021. Nel 2021 si è trasferito alla Roma, diventando il secondo acquisto più oneroso del club dopo Patrick Schick. con cui ha vinto la prima edizione della UEFA Conference League, venendo inoltre inserito nella squadra della stagione della competizione. Passato in prestito al Milan nel 2024, con i rossoneri ha vinto la Supercoppa italiana 2024, realizzando il gol decisivo nella finale contro l'Inter.

## Biografia
Abraham è nato il 2 ottobre 1997 a Camberwell, quartiere di Londra, da padre nigeriano e da madre inglese. Ha un fratello minore di nome Timmy, anch'egli calciatore.
Nel gennaio 2017, durante il prestito al Bristol, è stato coinvolto in un incidente automobilistico. Al momento dell'incidente avrebbe guidato senza patente, conseguita poi nel marzo dello stesso anno.

## Caratteristiche tecniche
Gioca prevalentemente nel ruolo di centravanti, ma può agire anche come ala su entrambe le fasce. Dotato di buona tecnica e forza fisica, risulta utile sia in fase di finalizzazione sia nella costruzione della manovra offensiva.

## Carriera

### Club

#### Gli inizi al Chelsea

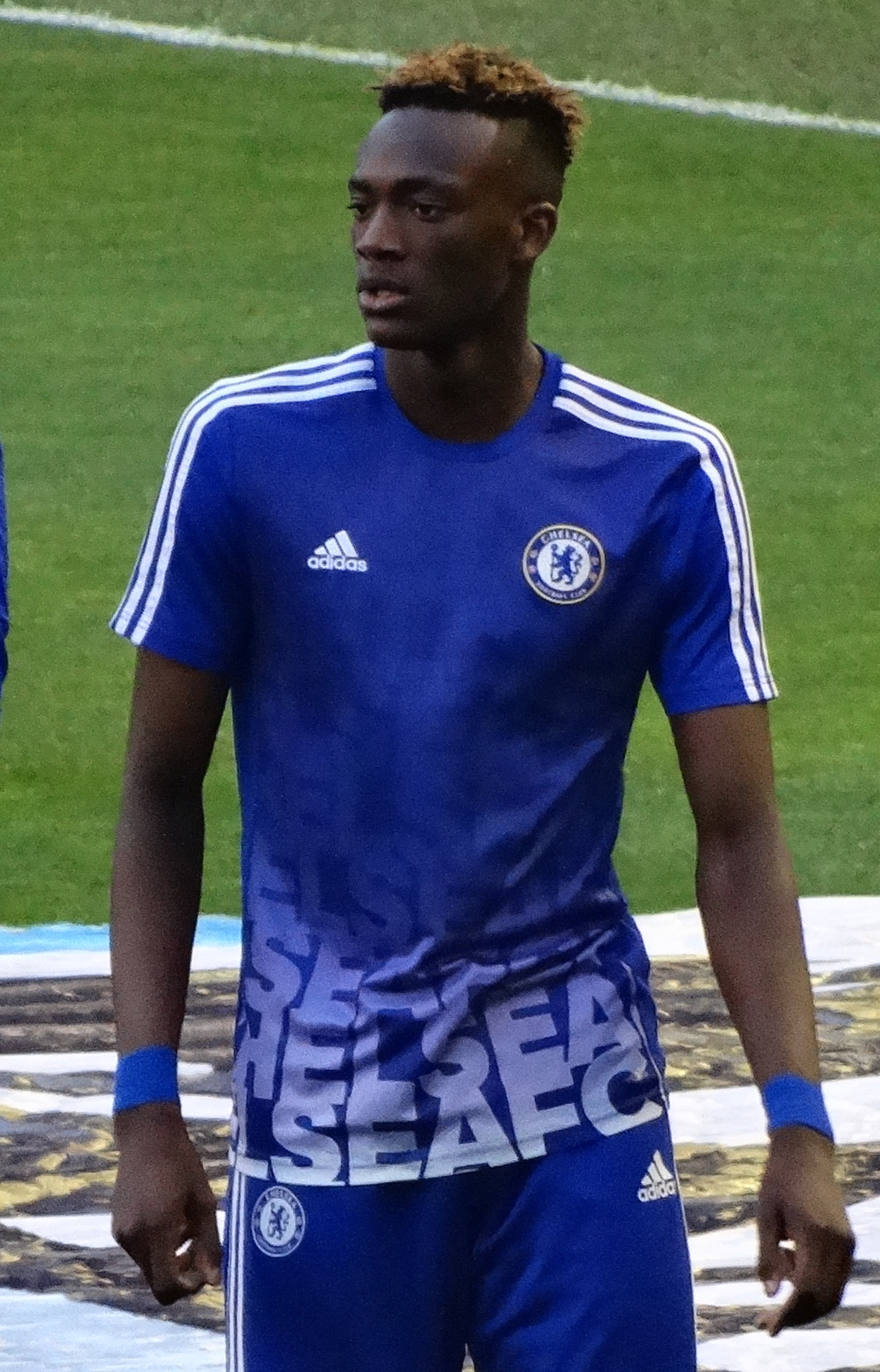
Abraham in riscaldamento (2016)

Entra nel settore giovanile del Chelsea all'età di otto anni, guadagnando successivamente un posto nella formazione youth, con cui conquista due FA Youth Cup (2014-2015, 2015-2016) e due UEFA Youth League (2014-2015, 2015-2016). Avendo egli attirato le attenzioni del tecnico dei Blues Guus Hiddink, nella primavera 2016 viene aggregato nella prima squadra dei londinesi. Fa quindi il suo debutto tra i professionisti l'11 maggio 2016, rilevando il collega Bertrand Traoré nella ripresa della sfida di campionato contro il Liverpool (1-1).

#### Vari prestiti
Il 5 agosto 2016, non rientrando egli nei piani del nuovo tecnico del Chelsea Antonio Conte, Abraham viene girato in prestito annuale secco al Bristol City. Debutta con i Pettirossi già il giorno seguente, subentrando a Josh Brownhill nella vittoria di campionato contro il Wigan (2-1). Il 9 agosto successivo, in occasione del match di coppa di lega contro il Wycombe, realizza la sua prima rete col nuovo club, determinando così il passaggio di turno (1-0). Il 13 settembre sigla invece le sue due prime marcature in Championship, non evitando tuttavia la sconfitta contro lo Sheffield Weds (3-2). A fine settembre riceve peraltro il premio di miglior giocatore della Championship del mese e quello di miglior giovane della EFL del mese. Il 31 gennaio 2017 va nuovamente a segno in campionato contro lo Sheffield Wednesday (2-2), battendo il record di maggior numero di reti realizzate da un calciatore Under-20 in una singola stagione di Championship, precedentemente detenuto da Moussa Dembélé (15 reti nel 2015-2016).

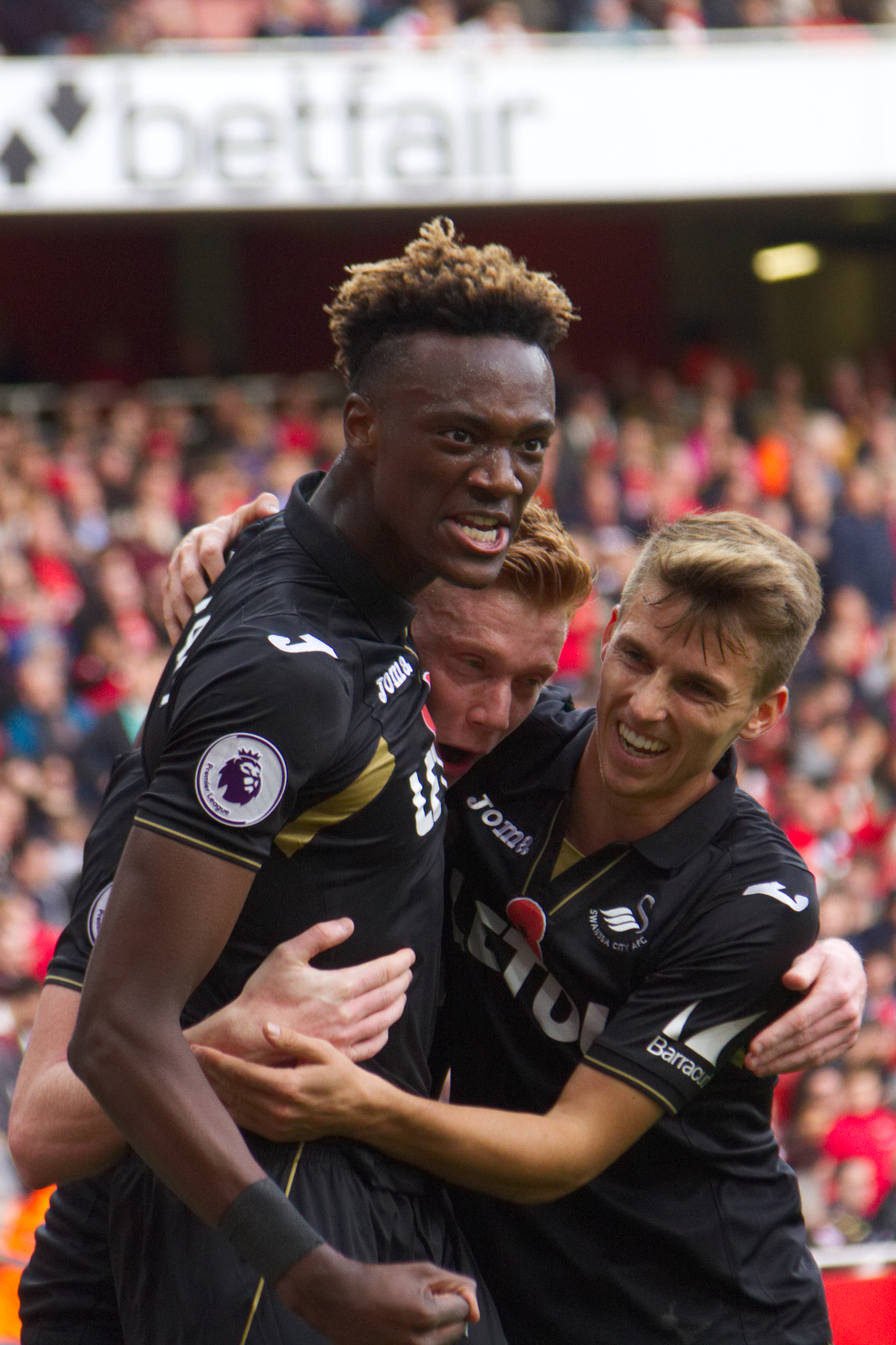
Abraham allo Swansea City (2017)

Di rientro a Londra, il 4 luglio 2017 viene ceduto nuovamente in prestito allo Swansea City. Debutta con gli Swans il 12 agosto successivo, disputando da titolare la gara di Premier League contro il Southampton (0-0). Il 22 agosto realizza invece la sua prima rete con lo Swansea, contribuendo al successo in coppa di lega contro il MK Dons (1-4); quattro giorni più tardi mette invece a referto il suo primo centro nella massima divisione inglese, aprendo le marcature contro il Crystal Palace (0-2). Il 14 ottobre sigla invece la sua prima doppietta in Premier League, decidendo la gara contro l'Huddersfield Town (2-0).
Di nuovo in forza ai Blues, il 5 agosto 2018 timbra una presenza nel match di FA Community Shield perso contro il Manchester City (2-0), subentrando nella ripresa. Il 31 agosto viene quindi ceduto in prestito all'Aston Villa, con cui debutta il 15 settembre successivo, nella gara di Championship contro il Blackburn Rovers (1-1). Il 19 settembre sigla la sua prima rete con i Villans, contribuendo al successo di campionato contro il Rotherham Utd (2-0). Il 28 novembre realizza il suo primo poker di reti in carriera, in occasione della gara di Championship contro il Nottingham Forest (5-5). Il 26 gennaio 2019 decide con una doppietta il match contro l'Ipswich Town (2-1), diventando il primo giocatore del club di Birmingham ad andare a segno in sette partite casalinghe a 86 anni dall'ultimo precedente (Tom Waring nel 1933). Sul finale di stagione, suo è il penalty che decide la semifinale dei play-off contro il West Bromwich (2-2 tra andata e ritorno, 3-4 ai tiri di rigore). Corona il conseguimento della promozione in Premier League nella finale di play-off contro il Derby County con un bottino di 26 marcature stagionali, divenendo il primo Villan a superare quota 25 reti in una singola annata dai tempi di Andy Gray nel 1977.

#### Ritorno al Chelsea

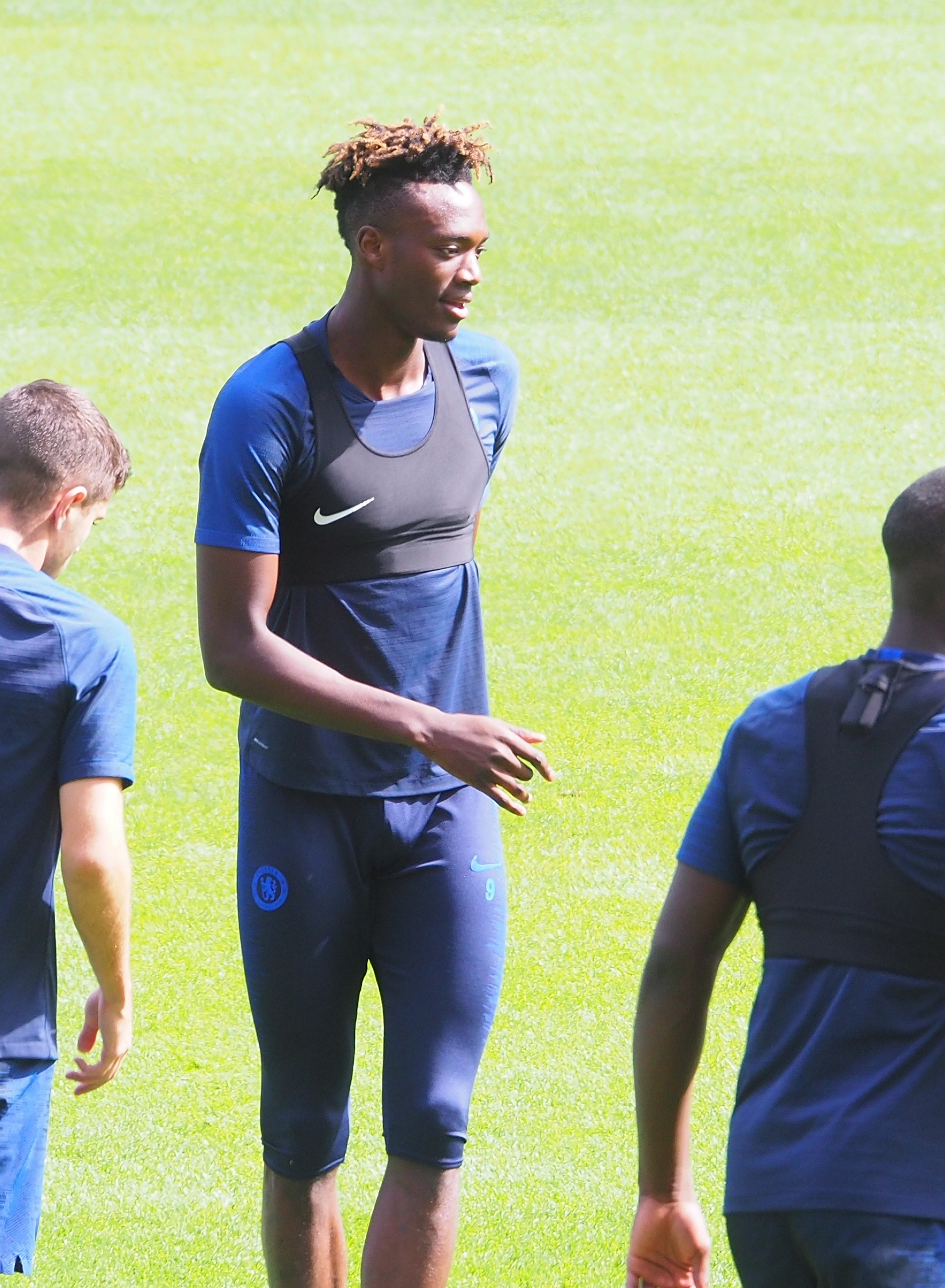
Abraham in allenamento col Chelsea (2019)

Nell'estate 2019 viene confermato nella rosa dei Blues dal nuovo tecnico Frank Lampard. Il 14 agosto 2019 scende in campo nella finale di Supercoppa UEFA contro il Liverpool, persa ai tiri di rigore proprio a causa di un errore dal dischetto di Abraham stesso, un episodio che lo espone a insulti a sfondo razzista nei giorni seguenti. Il 24 agosto seguente realizza invece le sue prime due marcature con il Chelsea, contribuendo al successo di campionato contro il Norwich City (2-3). Il 14 settembre è invece autore di una tripletta, la prima coi Blues, a danno del Wolverhampton (5-2), diventando il più giovane calciatore di sempre a realizzarne una in Premier League. Tre giorni più tardi debutta in UEFA Champions League, contro il Valencia. Mette a referto la sua prima marcatura internazionale il 2 ottobre 2019, nella vittoria contro il Lilla (2-1). Il 9 novembre 2019 diventa il secondo calciatore più giovane del Chelsea a raggiungere il traguardo delle dieci marcature in campionato (non riuscendo comunque a battere il primato di Arjen Robben).
Affiduciato da Lampard anche per la stagione successiva, il 24 gennaio 2021 realizza una tripletta in FA Cup contro il Luton Town, la prima messa a segno da un calciatore inglese del club londinese in tale competizione dal 2007; tali marcature lo rendono inoltre il primo prodotto del vivaio del Chelsea ad andare in doppia cifra di reti stagionali per almeno due stagioni consecutive dai tempi di Mike Fillery (1981-1983). Arretrato nelle gerarchie di squadra con il subentrare di Thomas Tuchel alla guida dei londinesi, dopo una stagione sottotono nella quale tuttavia riesce comunque ad andare in doppia cifra a livello realizzativo, il 29 maggio 2021, in virtù del successo di misura maturato nella finale di Oporto contro il Manchester City, vince la Champions League.
L'11 agosto 2021, pur senza scendere in campo, si fregia della Supercoppa UEFA, che il Chelsea vince a scapito degli iberici del Villarreal ai tiri di rigore (1-1 dts).

#### Roma

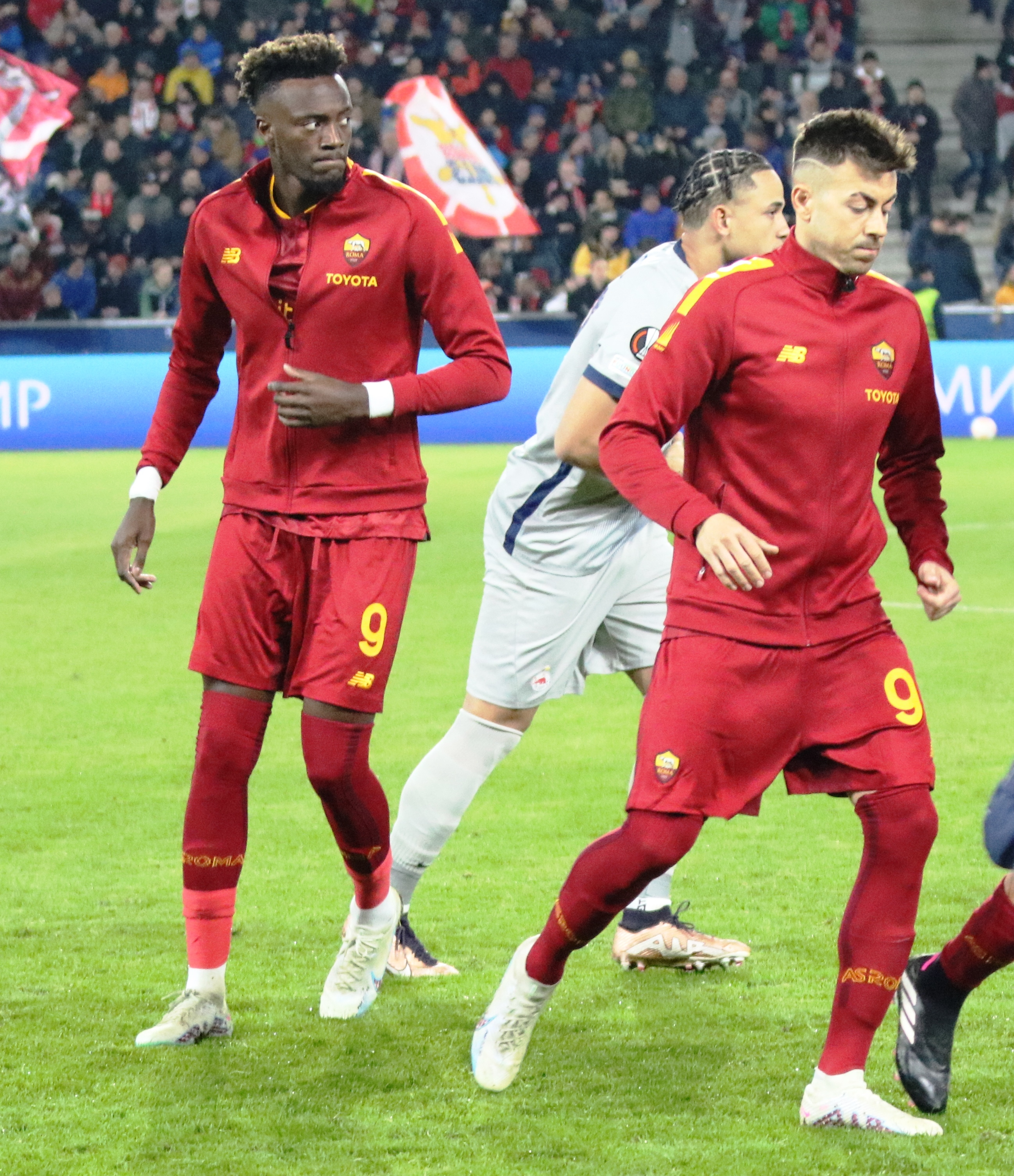
Abraham (a sinistra) ed El Shaarawy con la prima di una partita contro il in Europa League nel 2023

Il 17 agosto 2021 si trasferisce a titolo definitivo alla Roma, a fronte di un corrispettivo fisso pari a circa 40 milioni di euro; l'accordo prevede anche bonus variabili legati al raggiungimento di determinati obiettivi sportivi e una percentuale in caso di futura cessione. Debutta in giallorosso il 22 agosto seguente, disputando da titolare la gara di campionato contro la Fiorentina (3-1), contribuendo al successo finale con due assist. Quattro giorni più tardi esordisce invece in UEFA Conference League, nella gara interna contro il Trabzonspor (3-0). Il 29 agosto sigla invece la sua prima marcatura con la Roma, nel match di Serie A contro la Salernitana (0-4); il 16 settembre è invece la volta del primo centro in Conference League, con cui sigilla il risultato finale del trionfo sul CSKA Sofia (5-1). Il 20 gennaio 2022 debutta in Coppa Italia, realizzando anche una rete e un assist, a danno del Lecce (3-1). Tre giorni più tardi diventa, grazie a una doppietta in trasferta contro l'Empoli (2-4), il primo calciatore inglese ad andare in doppia cifra di marcature in una singola annata di Serie A dal 1992. Il 20 marzo realizza una doppietta nella stracittadina di campionato contro la Lazio (3-0): la prima marcatura, siglata ad appena 55 secondi dal calcio d'inizio, diventa la più veloce mai realizzata in un derby della capitale. Il 5 maggio 2022 una sua rete decide la gara di ritorno della semifinale di Conference League contro il Leicester City (1-0), riportando la Roma in una finale europea a 31 anni dall'ultimo precedente, mentre quattro giorni dopo, in occasione della gara esterna contro la Fiorentina, tocca quota 50 presenze con il club capitolino. In campionato chiude con 17 reti, che gli permettono di diventare il miglior marcatore inglese in Serie A nella stagione d'esordio. Il 25 maggio 2022 conquista il suo primo trofeo dal suo arrivo in Italia, la UEFA Conference League, competizione nella quale segna 9 reti, chiudendo al secondo posto nella classifica marcatori.
Il 4 giugno 2023, durante l'ultima partita di campionato contro lo Spezia, Abraham rimane vittima di uno scontro di gioco in cui subisce la rottura del legamento crociato anteriore del ginocchio sinistro, infortunio che lo costringe a sottoporsi a un'operazione e a un ciclo di riabilitazione lontano dal campo.
Dopo aver saltato la maggior parte della stagione 2023-2024, Abraham ritorna ufficialmente a disposizione della squadra giallorossa nel marzo del 2024, esordendo il 6 aprile successivo nel derby romano contro la Lazio ritrovando il goal in aprile nella partita in trasferta contro il Napoli.

#### Milan

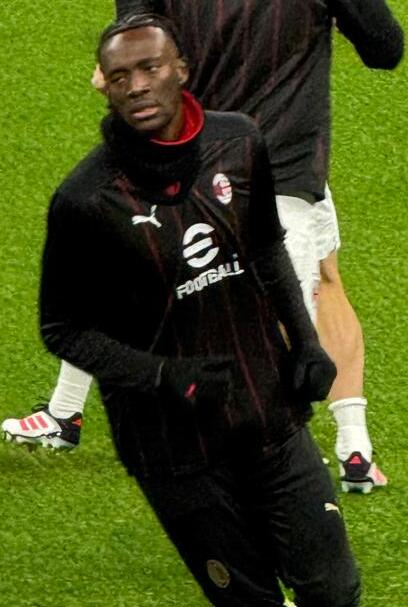
Abraham nel Milan prima di una gara contro il nel 2025

Il 30 agosto 2024 - nell'ultima giornata di calciomercato - viene ceduto in prestito al Milan nell'ambito di un'operazione di mercato che vede il milanista Alexis Saelemaekers compiere il percorso inverso con la medesima formula. Il giorno dopo esordisce in rossonero subentrando a Noah Okafor nel secondo tempo della partita in casa della Lazio, pareggiata per 2-2, e fornendo l'assist per il definitivo pareggio di Rafael Leão. Il 14 settembre in occasione della partita contro il Venezia realizza su calcio di rigore il suo primo gol con la maglia rossonera valido per il 4-0 finale. Il 26 novembre segna la sua prima rete in Champions League, nel successo per 3-2 in casa dello Slovan Bratislava, prima con un club italiano nella massima competizione europea, realizza anche la rete del 2-1 battendo lo Stella Rossa.
Il 6 gennaio 2025, realizza la rete decisiva del 3-2 nella finale di Supercoppa italiana contro l'Inter, contribuendo alla vittoria del Milan, che si aggiudica il trofeo per l'ottava volta nella sua storia.

#### Besiktas
Il 2 luglio 2025, Abraham passa al Beşiktaş, nella Süper Lig turca, in prestito oneroso per circa due milioni di euro, con obbligo di riscatto condizionato fissato a 13 milioni, più altri due di bonus.

### Nazionale
Prima di ottenere la sua prima presenza per la selezione maggiore, Abraham era idoneo a rappresentare la Nigeria attraverso il suo lignaggio paterno. Tuttavia, dopo aver ricevuto la sua prima convocazione dall'Inghilterra nel novembre 2017, Abraham ha dichiarato che non avrebbe scelto di giocare per la nazionale nigeriana, accettando di fatto la proposta dei britannici.

#### Nazionali giovanili

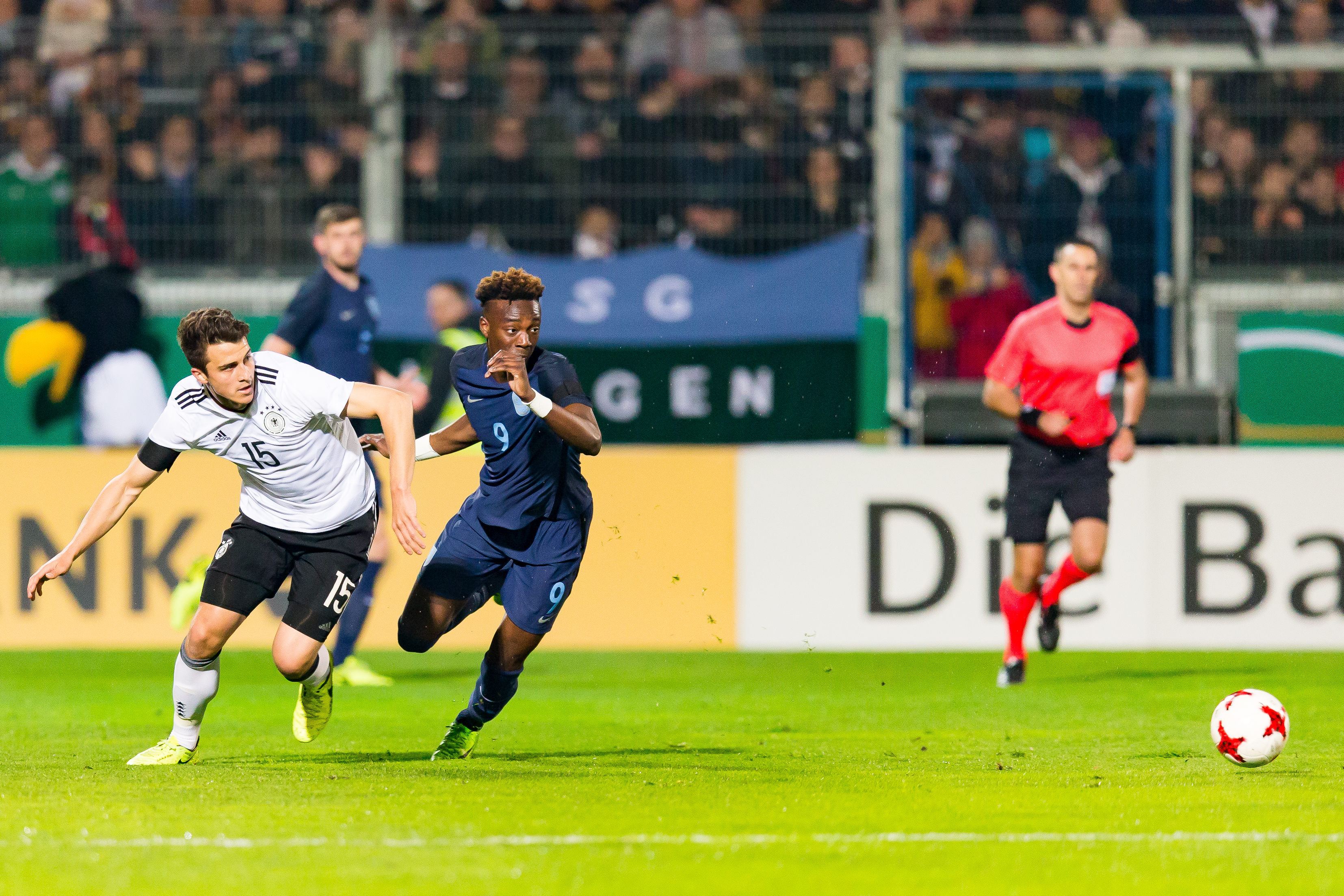
Abraham con la nazionale inglese Under-21 contro la, alle prese con il difensore Marc-Oliver Kempf

Abraham ha rappresentato l'Inghilterra sia a livello Under-18 sia a quello Under-19. Ha segnato le sue prime reti nel marzo 2015, quando ha realizzato una doppietta, nella vittoria contro la Svizzera per 6-1.
Il 6 luglio 2016 Abraham è stato inserito nella rosa di Aidy Boothroyd per il campionato europeo Under-19, nel quale, dopo aver disputato le tre gare del girone, i Tre Leoni sono stati eliminati dall'Italia in semifinale. Il 29 settembre seguente, ha ricevuto la prima convocazione dalla nazionale Under-21, con la quale ha fatto il suo debutto il 6 ottobre, subentrando otto minuti dalla fine contro il Kazakistan nella gara di qualificazione per il campionato europeo Under-21. L'esordio da titolare risale invece all'11 ottobre, nell'ultima partita della fase a gironi contro la Bosnia ed Erzegovina, in cui ha segnato due reti. L'anno successivo è stato convocato per il campionato europeo Under-21 2017, tenutosi Polonia. Ha segnato il suo primo e unico gol del torneo nella semifinale contro la Germania, da cui gli inglesi ne sono usciti sconfitti ai rigori, in virtù di un errore dello stesso Abraham.
Il 18 maggio 2018, in seguito all'esclusione dalla rosa dell'Inghilterra per il campionato del mondo, Abraham è stato chiamato nella selezione Under-20 per il Torneo di Tolone in Francia. Nel corso del torneo ha segnato due reti, contribuendo alla vittoria del terzo titolo consecutivo per gli inglesi. Il 27 maggio 2019 è stato incluso nella rosa dei ventitré giocatori inglesi per il campionato europeo Under-21 2019, concluso al primo turno, nel quale Abraham ha segnato nella gara contro la Romania.

#### Nazionale maggiore
Il 2 novembre 2017 ha ricevuto la prima convocazione con la selezione maggiore per le gare amichevoli contro Germania e Brasile. Ha fatto il suo esordio il 10 novembre seguente, nella partita interna contro i tedeschi, terminata 0-0.
Nell'ottobre 2019 ha affermato di essere incerto circa il proprio futuro in nazionale e, non avendo disputato alcuna gara ufficiale con essa, sarebbe stato idoneo a ricevere la convocazione da parte della nazionale nigeriana. Tuttavia, nello stesso mese ha ricevuto una chiamata dal CT Gareth Southgate per le gare valide per le qualificazioni al campionato europeo 2020. L'11 ottobre seguente ha fatto dunque la sua prima apparizione in gare ufficiali nel match contro la Rep. Ceca, mentre il 14 novembre successivo, in occasione del ragguardevole successo per 7-0 sul Montenegro, ha segnato la prima rete in nazionale maggiore. Il 4 ottobre 2021, dopo quasi un anno dall'ultima gara, è stato richiamato in nazionale per le partite di qualificazione al campionato del mondo 2022, contro Andorra ed Ungheria, tornando a giocare il 9 ottobre contro Andorra, segnando anche una rete.

## Statistiche

### Presenze e reti nei club
Statistiche aggiornate al 14 agosto 2025.
| Stagione        | Squadra         | Campionato      | Campionato | Campionato | Coppe nazionali | Coppe nazionali | Coppe nazionali | Coppe continentali | Coppe continentali | Coppe continentali | Altre coppe | Altre coppe | Altre coppe | Totale | Totale |
| Stagione        | Squadra         | Comp            | Pres       | Reti       | Comp            | Pres            | Reti            | Comp               | Pres               | Reti               | Comp        | Pres        | Reti        | Pres   | Reti   |
| --------------- | --------------- | --------------- | ---------- | ---------- | --------------- | --------------- | --------------- | ------------------ | ------------------ | ------------------ | ----------- | ----------- | ----------- | ------ | ------ |
| 2015-2016       | Chelsea         | PL              | 2          | 0          | FACup+CdL       | -               | -               | -                  | -                  | -                  | -           | -           | -           | 2      | 0      |
| 2016-2017       | Bristol City    | FLC             | 41         | 23         | FACup+CdL       | 3+4             | 0+3             | -                  | -                  | -                  | -           | -           | -           | 48     | 26     |
| 2017-2018       | Swansea City    | PL              | 31         | 5          | FACup+CdL       | 5+3             | 2+1             | -                  | -                  | -                  | -           | -           | -           | 39     | 8      |
| ago. 2018       | Chelsea         | PL              | 0          | 0          | FACup+CdL       | -               | -               | -                  | -                  | -                  | CS          | 1           | 0           | 1      | 0      |
| 2018-2019       | Aston Villa     | FLC             | 37+3       | 25+1       | FACup+CdL       | 0               | 0               | -                  | -                  | -                  | -           | -           | -           | 40     | 26     |
| 2019-2020       | Chelsea         | PL              | 34         | 15         | FACup+CdL       | 3+1             | 0               | UCL                | 8                  | 3                  | SU          | 1           | 0           | 47     | 18     |
| 2020-2021       | Chelsea         | PL              | 22         | 6          | FACup+CdL       | 3+2             | 4+1             | UCL                | 5                  | 1                  | -           | -           | -           | 32     | 12     |
| Totale Chelsea  | Totale Chelsea  | Totale Chelsea  | 58         | 21         |                 | 9               | 5               |                    | 13                 | 4                  |             | 2           | 0           | 82     | 30     |
| 2021-2022       | Roma            | A               | 37         | 17         | CI              | 2               | 1               | UECL               | 14                 | 9                  | -           | -           | -           | 53     | 27     |
| 2022-2023       | Roma            | A               | 38         | 8          | CI              | 2               | 0               | UEL                | 14                 | 1                  | -           | -           | -           | 54     | 9      |
| 2023-2024       | Roma            | A               | 8          | 1          | CI              | 0               | 0               | UEL                | 4                  | 0                  | -           | -           | -           | 12     | 1      |
| lug.-ago. 2024  | Roma            | A               | 1          | 0          | CI              | -               | -               | UEL                | -                  | -                  | -           | -           | -           | 1      | 0      |
| Totale Roma     | Totale Roma     | Totale Roma     | 84         | 26         |                 | 4               | 1               |                    | 32                 | 10                 |             | -           | -           | 120    | 37     |
| ago. 2024-2025  | Milan           | A               | 28         | 3          | CI              | 5               | 4               | UCL                | 9                  | 2                  | SI          | 2           | 1           | 44     | 10     |
| 2025-2026       | Beşiktaş        | SL              | 1          | 1          | TK              | 0               | 0               | UEL+UECL           | 1+2                | 1+4                | -           | -           | -           | 3      | 6      |
| Totale carriera | Totale carriera | Totale carriera | 282        | 104        |                 | 33              | 16              |                    | 57                 | 21                 |             | 4           | 1           | 376    | 142    |

### Cronologia presenze e reti in nazionale
| Cronologia completa delle presenze e delle reti in nazionale ― Inghilterra | Cronologia completa delle presenze e delle reti in nazionale ― Inghilterra | Cronologia completa delle presenze e delle reti in nazionale ― Inghilterra | Cronologia completa delle presenze e delle reti in nazionale ― Inghilterra | Cronologia completa delle presenze e delle reti in nazionale ― Inghilterra | Cronologia completa delle presenze e delle reti in nazionale ― Inghilterra | Cronologia completa delle presenze e delle reti in nazionale ― Inghilterra | Cronologia completa delle presenze e delle reti in nazionale ― Inghilterra |
| Data                                                                       | Città                                                                      | In casa                                                                    | Risultato                                                                  | Ospiti                                                                     | Competizione                                                               | Reti                                                                       | Note                                                                       |
| -------------------------------------------------------------------------- | -------------------------------------------------------------------------- | -------------------------------------------------------------------------- | -------------------------------------------------------------------------- | -------------------------------------------------------------------------- | -------------------------------------------------------------------------- | -------------------------------------------------------------------------- | -------------------------------------------------------------------------- |
| 11-11-2017                                                                 | Londra                                                                     | Inghilterra                                                                | 0 – 0                                                                      | Germania                                                                   | Amichevole                                                                 | -                                                                          | 60’                                                                        |
| 14-11-2017                                                                 | Londra                                                                     | Inghilterra                                                                | 0 – 0                                                                      | Brasile                                                                    | Amichevole                                                                 | -                                                                          | 75’                                                                        |
| 11-10-2019                                                                 | Praga                                                                      | Rep. Ceca                                                                  | 2 – 1                                                                      | Inghilterra                                                                | Qual. Euro 2020                                                            | -                                                                          | 88’                                                                        |
| 14-11-2019                                                                 | Londra                                                                     | Inghilterra                                                                | 7 – 0                                                                      | Montenegro                                                                 | Qual. Euro 2020                                                            | 1                                                                          | 57’                                                                        |
| 12-11-2020                                                                 | Londra                                                                     | Inghilterra                                                                | 3 – 0                                                                      | Irlanda                                                                    | Amichevole                                                                 | -                                                                          | 63’                                                                        |
| 18-11-2020                                                                 | Londra                                                                     | Inghilterra                                                                | 4 – 0                                                                      | Islanda                                                                    | UEFA Nations League 2020-2021 - 1º turno                                   | -                                                                          | 76’                                                                        |
| 9-10-2021                                                                  | Andorra la Vella                                                           | Andorra                                                                    | 0 – 5                                                                      | Inghilterra                                                                | Qual. Mondiali 2022                                                        | 1                                                                          | 79’                                                                        |
| 12-10-2021                                                                 | Londra                                                                     | Inghilterra                                                                | 1 – 1                                                                      | Ungheria                                                                   | Qual. Mondiali 2022                                                        | -                                                                          | 76’ 90+2’                                                                  |
| 12-11-2021                                                                 | Londra                                                                     | Inghilterra                                                                | 5 – 0                                                                      | Albania                                                                    | Qual. Mondiali 2022                                                        | -                                                                          | 63’                                                                        |
| 15-11-2021                                                                 | Serravalle                                                                 | San Marino                                                                 | 0 – 10                                                                     | Inghilterra                                                                | Qual. Mondiali 2022                                                        | 1                                                                          | 46’ 73’                                                                    |
| 11-6-2022                                                                  | Wolverhampton                                                              | Inghilterra                                                                | 0 – 0                                                                      | Italia                                                                     | UEFA Nations League 2022-2023 - 1º turno                                   | -                                                                          | 65’                                                                        |
| Totale                                                                     |                                                                            | Presenze                                                                   | 11                                                                         |                                                                            | Reti                                                                       | 3                                                                          |                                                                            |

| Cronologia completa delle presenze e delle reti in nazionale ― Inghilterra under 21 | Cronologia completa delle presenze e delle reti in nazionale ― Inghilterra under 21 | Cronologia completa delle presenze e delle reti in nazionale ― Inghilterra under 21 | Cronologia completa delle presenze e delle reti in nazionale ― Inghilterra under 21 | Cronologia completa delle presenze e delle reti in nazionale ― Inghilterra under 21 | Cronologia completa delle presenze e delle reti in nazionale ― Inghilterra under 21 | Cronologia completa delle presenze e delle reti in nazionale ― Inghilterra under 21 | Cronologia completa delle presenze e delle reti in nazionale ― Inghilterra under 21 |
| Data                                                                                | Città                                                                               | In casa                                                                             | Risultato                                                                           | Ospiti                                                                              | Competizione                                                                        | Reti                                                                                | Note                                                                                |
| ----------------------------------------------------------------------------------- | ----------------------------------------------------------------------------------- | ----------------------------------------------------------------------------------- | ----------------------------------------------------------------------------------- | ----------------------------------------------------------------------------------- | ----------------------------------------------------------------------------------- | ----------------------------------------------------------------------------------- | ----------------------------------------------------------------------------------- |
| 6-10-2016                                                                           | Aqtöbe                                                                              | Kazakistan under 21                                                                 | 0 – 1                                                                               | Inghilterra under 21                                                                | Qual. Europeo Under-21 2017                                                         | -                                                                                   | 85’                                                                                 |
| 11-10-2016                                                                          | Walsall                                                                             | Inghilterra under 21                                                                | 5 – 0                                                                               | Bosnia ed Erzegovina under 21                                                       | Qual. Europeo Under-21 2017                                                         | 2                                                                                   | 73’                                                                                 |
| 10-11-2016                                                                          | Southampton                                                                         | Inghilterra under 21                                                                | 3 – 2                                                                               | Italia under 21                                                                     | Amichevole                                                                          | -                                                                                   | 76’                                                                                 |
| 14-11-2016                                                                          | Bondoufle                                                                           | Francia under 21                                                                    | 3 – 2                                                                               | Inghilterra under 21                                                                | Amichevole                                                                          | -                                                                                   |                                                                                     |
| 24-3-2017                                                                           | Wiesbaden                                                                           | Germania under 21                                                                   | 1 – 0                                                                               | Inghilterra under 21                                                                | Amichevole                                                                          | -                                                                                   |                                                                                     |
| 27-3-2017                                                                           | Randers                                                                             | Danimarca under 21                                                                  | 0 – 4                                                                               | Inghilterra under 21                                                                | Amichevole                                                                          | -                                                                                   | 74’                                                                                 |
| 16-6-2017                                                                           | Kielce                                                                              | Svezia under 21                                                                     | 0 – 0                                                                               | Inghilterra under 21                                                                | Europeo Under-21 2017 - 1º turno                                                    | -                                                                                   |                                                                                     |
| 19-6-2017                                                                           | Kielce                                                                              | Slovacchia under 21                                                                 | 1 – 2                                                                               | Inghilterra under 21                                                                | Europeo Under-21 2017 - 1º turno                                                    | -                                                                                   | 88’                                                                                 |
| 22-6-2017                                                                           | Kielce                                                                              | Inghilterra under 21                                                                | 3 – 0                                                                               | Polonia under 21                                                                    | Europeo Under-21 2017 - 1º turno                                                    | -                                                                                   | 73’                                                                                 |
| 27-6-2017                                                                           | Tychy                                                                               | Inghilterra under 21                                                                | 2 – 2 dts (5 – 6 dtr)                                                               | Germania under 21                                                                   | Europeo Under-21 2017 - Semifinale                                                  | 1                                                                                   |                                                                                     |
| 1-9-2017                                                                            | Doetinchem                                                                          | Paesi Bassi under 21                                                                | 1 – 1                                                                               | Inghilterra under 21                                                                | Qual. Europeo Under-21 2019                                                         | -                                                                                   | 77’                                                                                 |
| 5-9-2017                                                                            | Bournemouth                                                                         | Inghilterra under 21                                                                | 3 – 0                                                                               | Lettonia under 21                                                                   | Qual. Europeo Under-21 2019                                                         | 1                                                                                   | 68’                                                                                 |
| 6-10-2017                                                                           | Middlesbrough                                                                       | Inghilterra under 21                                                                | 3 – 1                                                                               | Scozia under 21                                                                     | Qual. Europeo Under-21 2019                                                         | 1                                                                                   | 89’                                                                                 |
| 24-3-2018                                                                           | Wolverhampton                                                                       | Inghilterra under 21                                                                | 2 – 1                                                                               | Romania under 21                                                                    | Amichevole                                                                          | -                                                                                   | 84’                                                                                 |
| 26-5-2018                                                                           | Aubagne                                                                             | Inghilterra under 21                                                                | 2 – 1                                                                               | Cina under 20                                                                       | Amichevole                                                                          | -                                                                                   | 55’                                                                                 |
| 29-5-2018                                                                           | Salon-de-Provence                                                                   | Inghilterra under 21                                                                | 0 – 0                                                                               | Messico under 21                                                                    | Amichevole                                                                          | -                                                                                   | 72’                                                                                 |
| 1-6-2018                                                                            | Fos-sur-Mer                                                                         | Inghilterra under 21                                                                | 4 – 0                                                                               | Qatar under 19                                                                      | Amichevole                                                                          | 1                                                                                   | 83’                                                                                 |
| 4-6-2018                                                                            | Aubagne                                                                             | Inghilterra under 21                                                                | 3 – 1                                                                               | Scozia under 21                                                                     | Amichevole                                                                          | 1                                                                                   | 84’                                                                                 |
| 9-6-2018                                                                            | Martigues                                                                           | Inghilterra under 21                                                                | 2 – 1                                                                               | Messico under 21                                                                    | Amichevole                                                                          | -                                                                                   | 79’                                                                                 |
| 6-9-2018                                                                            | Norwich                                                                             | Inghilterra under 21                                                                | 0 – 0                                                                               | Paesi Bassi under 21                                                                | Qual. Europeo Under-21 2019                                                         | -                                                                                   | 76’                                                                                 |
| 11-9-2018                                                                           | Riga                                                                                | Lettonia under 21                                                                   | 1 – 2                                                                               | Inghilterra under 21                                                                | Qual. Europeo Under-21 2019                                                         | 1                                                                                   | 80’                                                                                 |
| 16-10-2018                                                                          | Edimburgo                                                                           | Scozia under 21                                                                     | 0 – 2                                                                               | Inghilterra under 21                                                                | Qual. Europeo Under-21 2019                                                         | -                                                                                   | 87’                                                                                 |
| 15-11-2018                                                                          | Ferrara                                                                             | Italia under 21                                                                     | 1 – 2                                                                               | Inghilterra under 21                                                                | Amichevole                                                                          | -                                                                                   | 69’ 90+2’                                                                           |
| 18-6-2019                                                                           | Cesena                                                                              | Inghilterra under 21                                                                | 1 – 2                                                                               | Francia under 21                                                                    | Europeo Under-21 2019 - 1º turno                                                    | -                                                                                   | 75’                                                                                 |
| 21-6-2019                                                                           | Cesena                                                                              | Inghilterra under 21                                                                | 2 – 4                                                                               | Romania under 21                                                                    | Europeo Under-21 2019 - 1º turno                                                    | 1                                                                                   | 78’                                                                                 |
| 24-6-2019                                                                           | Serravalle                                                                          | Croazia under 21                                                                    | 3 – 3                                                                               | Inghilterra under 21                                                                | Europeo Under-21 2019 - 1º turno                                                    | -                                                                                   |                                                                                     |
| Totale                                                                              |                                                                                     | Presenze                                                                            | 26                                                                                  |                                                                                     | Reti                                                                                | 9                                                                                   |                                                                                     |

| Cronologia completa delle presenze e delle reti in nazionale ― Inghilterra under 20 | Cronologia completa delle presenze e delle reti in nazionale ― Inghilterra under 20 | Cronologia completa delle presenze e delle reti in nazionale ― Inghilterra under 20 | Cronologia completa delle presenze e delle reti in nazionale ― Inghilterra under 20 | Cronologia completa delle presenze e delle reti in nazionale ― Inghilterra under 20 | Cronologia completa delle presenze e delle reti in nazionale ― Inghilterra under 20 | Cronologia completa delle presenze e delle reti in nazionale ― Inghilterra under 20 | Cronologia completa delle presenze e delle reti in nazionale ― Inghilterra under 20 |
| Data                                                                                | Città                                                                               | In casa                                                                             | Risultato                                                                           | Ospiti                                                                              | Competizione                                                                        | Reti                                                                                | Note                                                                                |
| ----------------------------------------------------------------------------------- | ----------------------------------------------------------------------------------- | ----------------------------------------------------------------------------------- | ----------------------------------------------------------------------------------- | ----------------------------------------------------------------------------------- | ----------------------------------------------------------------------------------- | ----------------------------------------------------------------------------------- | ----------------------------------------------------------------------------------- |
| 26-5-2018                                                                           | Aubagne                                                                             | Inghilterra under 20                                                                | 2 – 1                                                                               | Cina under 20                                                                       | Torneo Maurice Revello 2018 - 1º turno                                              | 1                                                                                   | 55’                                                                                 |
| 29-5-2018                                                                           | Salon-de-Provence                                                                   | Messico under 20                                                                    | 0 – 0                                                                               | Inghilterra under 20                                                                | Torneo Maurice Revello 2018 - 1º turno                                              | -                                                                                   | 72’                                                                                 |
| 1-6-2018                                                                            | Fos-sur-Mer                                                                         | Inghilterra under 20                                                                | 4 – 0                                                                               | Qatar under 20                                                                      | Torneo Maurice Revello 2018 - 1º turno                                              | 1                                                                                   | 83’                                                                                 |
| 6-6-2018                                                                            | Aubagne                                                                             | Scozia under 20                                                                     | 1 – 3                                                                               | Inghilterra under 20                                                                | Torneo Maurice Revello 2018 - Semifinale                                            | -                                                                                   | 83’                                                                                 |
| 9-6-2018                                                                            | Martigues                                                                           | Messico under 20                                                                    | 1 – 2                                                                               | Inghilterra under 20                                                                | Torneo Maurice Revello 2018 - Finale                                                | -                                                                                   | 79’                                                                                 |
| Totale                                                                              |                                                                                     | Presenze                                                                            | 5                                                                                   |                                                                                     | Reti                                                                                | 2                                                                                   |                                                                                     |

## Palmarès

### Club

#### Competizioni giovanili
- FA Youth Cup: 2

Chelsea: 2014-2015, 2015-2016
- UEFA Youth League: 2

Chelsea: 2014-2015, 2015-2016

#### Competizioni nazionali
- Supercoppa italiana: 1

Milan: 2024

#### Competizioni internazionali
- UEFA Champions League: 1

Chelsea: 2020-2021
- Supercoppa UEFA: 1

Chelsea: 2021
- UEFA Conference League: 1

Roma: 2021-2022

### Nazionale
- Torneo di Tolone: 1

2018

### Individuale
- Squadra della stagione della UEFA Conference League: 1

2021-2022
- Capocannoniere della Coppa Italia: 1

2024-2025 (4 reti)